# Tetrastemma lilianae
Tetrastemma lilianae är en djurart som tillhör fylumet slemmaskar, och som beskrevs av Corrêa 1958. Tetrastemma lilianae ingår i släktet Tetrastemma och familjen Tetrastemmatidae. Inga underarter finns listade i Catalogue of Life.